# Ximena Adriasola
Ximena Adriasola (1930 - 2014) fue una poetisa chilena.
Fue coautora del libro La mujer en la poesía chilena, 1784-1961, donde cooperó con la escritora María Urzúa para recopilar a las mujeres y poemas destacados en casi un siglo de historia chilena.